# Усадьба Ваньковичей
Усадьба Ванько́вичей — историческое здание с парком начала XIX века в Минске, памятник архитектуры и истории (номер 713Г000261). Расположено по адресу: улица Филимонова, дом 24 (угол с Парниковой улицей, дом 26).

## История
Усадебный комплекс в бывшей деревне Большая Слепянка построен в начале XIX века. В усадьбе, в частности, жили художник Валентий Ванькович и революционер Ян Ванькович. Усадьба перепланирована в 1896 году садоводом В. Кроненбергом. Деревянные постройки комплекса усадьбы были утрачены. В настоящее время усадьбу с парком занимает ресторан.

## Архитектура
Усадебный дом построен в стиле классицизма. В плане дом имеет Т-образную форму. В нём два этажа. Главный фасад имеет в центре широкий ризалит. Боковые стены оформлены треугольными фронтонами с люкарнами. По периметру фасадов проходит междуэтажный поясок, а венчает их профилированный карниз. Декор дома включает пилястры, сандрики, сухарики. За счёт перепада рельефа с одной из сторон дворового фасада есть цокольный этаж, который по углам поддерживают контрфорсы. Внутренняя планировка дома претерпела изменения. В интерьере сохранились фрагменты мозаичных полов и карнизов. Сохранились две парковых аллеи от усадебного дома к городу.